# Hội Hướng đạo Mỹ
Hội Hướng đạo Mỹ (Scouting America) là tổ chức hướng đạo lớn nhất và một trong những tổ chức thanh niên lớn nhất tại Hoa Kỳ với hơn một triệu thanh niên, bao gồm 196.000 nữ thanh niên. Được thành lập vào năm 1910 với tên gọi là Hội Nam Hướng đạo Mỹ, Hội Hướng đạo Mỹ đã có tổng cộng 130 triệu người Mỹ tham gia và hơn 477.000 tình nguyện viên. Hội Hướng đạo Mỹ trở thành một thành viên sáng lập của Tổ chức Phong trào Hướng đạo Thế giới vào năm 1922.
Hội Hướng đạo Mỹ có nguồn gốc từ những quan tâm của phong trào cấp tiến tại Hoa Kỳ của những người tìm cách cổ vũ phúc lợi xã hội cho giới trẻ. Hội nắm chặt lấy phương pháp Hướng đạo để dạy các giá trị như tự trọng, tính chất công dân, và yêu cuộc sống ngoài trời qua nhiều hoạt động phong phú ngoài trời như cắm trại, trò chơi dưới nước và đi bộ đường dài.
Hội Hướng đạo Mỹ công nhận những thành tựu của Hướng đạo sinh qua thăng bậc và có đa dạng các giải thưởng đặc biệt. Nó gồm có những bộ phận đặc biệt cho các chương trình nhắm mục tiêu vào trẻ em nam tuổi từ 7 đến 17, thanh niên và thanh nữ từ 14 đến 21 tuổi. Hội Hướng đạo Mỹ hoạt động ở địa phương qua các đơn vị cấp đoàn như Thiếu đoàn, Ấu đoàn và Kha đoàn.

## Ban đầu
Chủ nghĩa tiến bộ tại Hoa Kỳ lên cao độ vào đầu thế kỷ 20. Với việc di dân cả gia đình từ miền quê ra trung tâm thành thị, có một mối quan ngại là các thanh thiếu niên nam không còn học biết về chủ nghĩa yêu nước và chủ nghĩa cá nhân. Hiệp hội Thanh niên Cơ Đốc là một tổ chức đầu tiên cổ vũ cho phúc lợi xã hội và các cải tổ cần có sự tham dự của thanh thiếu niên. Robert Baden-Powell khởi sự phong trào Hướng đạo vào năm 1907 tại Vương quốc Anh và phong trào bắt đầu lớn mạnh.
Năm 1909, William D. Boyce, một nhà xuất bản ở Chicago, viếng thăm Luân Đôn và được biết về phong trào Hướng đạo. Sau khi trở về Hoa Kỳ, Boyce thành lập Hội Nam Hướng đạo Mỹ vào ngày 8 tháng 2 năm 1910. Hiệp hội Thanh niên Cơ Đốc trở nên thích thú với chương trình Nam Hướng đạo Mỹ và tiếp tay hỗ trợ. Thư ký điều hành đầu tiên là John M. Alexander rồi kế đến là Edgar M. Robinson lên thay thế, cả hai đều từ Hiệp hội Thanh niên Cơ Đốc. James E. West lãnh trách nhiệm với vai trò thư ký điều hành và sau đó làm Hành chính Hướng đạo trưởng, bắt đầu một quan hệ lâu dài với Hội Hướng đạo Mỹ.

## Ý tưởng

Phù hiệu "Strategic Plan Identity" của Hội Hướng đạo Mỹ

Mục tiêu của Hội Hướng đạo Mỹ là "Những mục tiêu của Hướng đạo": phát triển đức tính, đào tạo công dân, và thể chất cá nhân. Mỗi chương trình của Hội Hướng đạo Mỹ đều theo đuổi các mục tiêu này qua các phương pháp được tạo ra để thích hợp cho từng lứa tuổi và sự trưởng thành của những người gia nhập. Một trong các phương pháp này là sự thiết lập các ý tưởng. Đây là các lời tuyên ngôn của các mục đích mà các thiếu niên có thể tự lấy làm thước đo và cải thiện. Đối với các Thiếu sinh và Kha sinh, các ý tưởng này được thể hiện trong Lời thề Hướng đạo, Luật Hướng đạo, Châm ngôn và Khẩu hiệu. Có các ý tưởng tương tự cho Ấu sinh và Kha sinh.
Châm ngôn
Be Prepared. (sắp sẵn)
Khẩu hiệu
Do a Good Turn Daily. (Mỗi ngày làm một việc thiện)
Lời thề
On my honor, I will do my best to do my duty to God and my country and to obey the Scout Law; to help other people at all times; to keep myself physically strong, mentally awake, and morally straight.
(Trên danh dự, tôi sẽ cố gắng hết sức mình làm bổn phận đối với Thượng đế và quốc gia tôi và tuân theo Luật Hướng đạo; luôn luôn giúp đỡ người khác; tự giữ thân thể cường tráng, tâm trí minh mẫn, và đức tính ngay thẳng.)
Luật
A Scout is trustworthy, loyal, helpful, friendly, courteous, kind, obedient, cheerful, thrifty, brave, clean and reverent.
(Hướng đạo sinh đáng tin tưởng, trung thành, giúp ích, thân thiện, nhã nhặn, tốt bụng, vâng lời, vui vẻ, tằn tiện, dũng cảm, sạch sẽ và tôn kính.)
Luật ngoài trời
As an American, I will do my best to be clean in my outdoor manners, be careful with fire, be considerate in the outdoors, and be conservation-minded.
(Là một người Mỹ, tôi sẽ làm hết sức mình để giữ gọn gàng sạch sẽ trong sinh hoạt ngoài trời, cẩn thận với lửa, chu đáo quan tâm lúc ở ngoài trời, và luôn nghĩ đến việc bảo tồn (thiên nhiên).)
Dấu hiệu Hướng đạo
Cánh tay đưa ngang về bên phải và phần trước của cánh tay tại khủy tay được giữ thẳng đứng, tạo thành một góc 90 độ. Dấu hiệu này biểu tượng sự thật rằng Hướng đạo sinh luôn làm điều phải. Lòng bàn tay hướng về phía trước với ba ngón tay duỗi thẳng và đầu ngón út và ngón cái nhập chạm vào nhau. Dấu hiệu này thường được dùng để giữ các Hướng đạo sinh im lặng khi một huynh trưởng cần mọi người chú ý.
Cách chào
Cách chào ba ngón tay dùng cũng giống như dấu hiệu Hướng đạo, với đầu ngón tay trỏ trạm vào trán hoặc là vành nón.
Cách bắt tay
Đây là kiểu bắt tay truyền thống dùng tay trái. Khi Vua Zulu gặp Robert Baden-Powell, ông ta lấy tấm mộc đang mang bên tay trái ra và đưa tay trái ra để bắt tay Baden-Powell. Cách bắt tay trái là dấu hiệu yếu thế và kính trọng của người Zulu.
Lời thề và Luật của Hội Hướng đạo Mỹ vẫn giữ nguyên không thay đổi từ khi được thành lập vào năm 1910.

## Thành viên của Hội

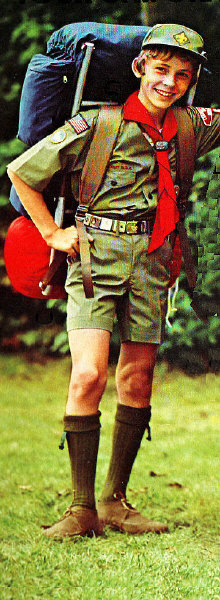
Một nam Hướng đạo sinh Mỹ

Chương trình Hướng đạo của Hội Hướng đạo Mỹ có ba ngành thành viên:
- Ngành Ấu (Cub Scouting), ngành lớn nhất trong ba ngành, dành cho các bé trai từ lớp 1 đến lớp 5, (7 đến 10 tuổi) và gia đình của các em. Chương trình Ấu sinh sử dụng một hệ thống thử thách và vui tươi để theo đuổi mục tiêu phát triển đức tính, đào tạo công dân và thể chất cá nhân.[3].
- Ngành Thiếu (Boy Scouting) là chương trình chính của Hội Hướng đạo Mỹ dành cho nam từ 10 đến 18 tuổi. Chương trình dùng một hệ thống hoạt động ngoài trời để đạt được mục tiêu của Hướng đạo. Ngành Thanh Thiếu (Varsity Scouting) là một chương trình Thiếu sinh (Boy Scouting) được điều chỉnh dành cho nam từ 14 đến 17 mà có thêm các hoạt động thể thao và thám du bậc cao để lôi cuốn các bé trai lớn tuổi hơn với điểm nổi bật là tranh tài đồng đội.
- Ngành Kha (Venturing) là chương trình dành cho nam và nữ vị thành niên tuổi từ 14 đến 21.[11] Mục đích của ngành là đem những kinh nghiệm tích cực để giúp thanh niên và chẩn bị cho họ trở thành những người lớn có trách nhiệm. Ngành Kha dựa vào mối quan hệ năng động và độc nhất giữa giới trẻ, huynh trưởng, và các tổ chức trong cộng đồng của họ.[12] Hải Hướng đạo (Sea Scouting) là phần thiên về biển của ngành này.

## Tổ chức

### Hội đồng Quốc gia
Hội đồng Quốc gia (National Council) là thành viên cao cấp nhất của Hội Hướng đạo Mỹ được Quốc hội Hoa Kỳ thông qua đặc quyền để điều hành chương trình của Hội Hướng đạo Mỹ. Các thành viên của Hội đồng Quốc gia bao gồm Ban Hành chính Quốc gia được bầu lên, các ủy ban Hành chính vùng, các đại diện của các Châu Hướng đạo (Scout Council), các thành viên chung chung, và các thành viên danh dự. Chương trình Quốc gia được Ban Hành chính Quốc gia điều hành và Hành chính Hướng đạo Trưởng (Chief Scout Executive) quản lý bằng việc sử dụng ban nhân sự gồm các huynh trưởng Hướng đạo chuyên nghiệp. Hội đồng Quốc gia được đăng ký như một tổ chức tư nhân bất vụ lợi và được tài trợ bởi tiền cho tặng từ các cá nhân, tiền phí thành viên, những công ty bảo trợ, và những sự kiện đặc biệt.
Hội Hướng đạo Mỹ do Ban Hành chính Quốc gia cai quản và chủ tịch quốc gia của hội điều hành. Các thành viên của ban bao gồm các thành viên được bầu thông thường, các chủ tịch, ủy viên cố vấn trưởng và chủ tịch Ban Hội đồng Hội Hướng đạo Đại bàng Quốc gia. Ban cũng có thể có đến năm thành viên thanh niên được bổ nhiệm. Các trưởng Hướng đạo chuyên nghiệp của ban nhân sự quốc gia là các thành viên không được bỏ phiếu.
Ban Hành chính Quốc gia có năm ủy ban nhóm thường trực: Ủy ban Nhóm Quản lý, Ủy ban Nhóm Chương trình, Ủy ban Nhóm Nhân lực, Ủy ban Nhóm Chủ tịch vùng và Ủy ban Nhóm Quan hệ/Thương mãi. Mỗi ủy ban trong số này đến phiên mình chịu trách nhiệm trực tiếp với một nhóm hỗ trợ tương ứng mà cung ứng các chức phận quản lý. Các ủy ban nhóm có thể đến phiên mình chịu trách nhiệm với các ủy ban hỗ trợ thường trực và các nhóm được phân chia thành các phân nhóm.

### Vùng và khu vực
Với mục đích quản lý, Hội Hướng đạo Mỹ được chia thành 4 vùng (region) - Tây, Trung, Nam và Đông bắc. Mỗi vùng được chia thành các khu vực (area), khoảng 6 khu vực mỗi vùng. Các khu vực được chia ra thành các Châu Hướng đạo là cấp Hành chính chính của Hội Hướng đạo Mỹ (cho đến năm 2006 có tổng cộng là 308 Châu). Các Châu được chia thành các Đạo (District) và các Đạo trực tiếp tương tác với các đơn vị của Hội Hướng đạo Mỹ.
Từ đầu thập niên 1920, Hội Hướng đạo Mỹ đã được chia thành 12 vùng mang số (mỗi vùng được ấn định với một con số La Mã) bao gồm lãnh thổ của vài tiểu bang. Mười hai vùng theo tổ chức của hệ thống dự trữ liên bang vào lúc đó.
Trong một cuộc tái tổ chức lớn của Hội Hướng đạo Mỹ vào năm 1972, mười hai vùng được củng cố và điều chỉnh lại thành 6 vùng địa lý (Đông Bắc, Đông Trung, Đông Nam, Bắc Trung, Nam Trung, và Tây). Năm 1992, 6 vùng được tái tổ chức lại thành 4 vùng tồn tại đến hôm nay. Theo phân chia Hội Hướng đạo Mỹ vào năm 1992  Lưu trữ ngày 24 tháng 3 năm 2005 tại Wayback Machine:
- Vùng Trung bao gồm toàn bộ các bang Iowa, Illinois, Kansas, Michigan, Minnesota, Missouri, Bắc Dakota, Ohio, Wisconsin, và một phần các bang Indiana, Kentucky, Montana, Nebraska, Nam Dakota, Virginia và Tây Virginia.
- Vùng Đông Bắc bao gồm toàn bộ các bang Connecticut, Đặc khu Columbia, Delaware, Massachusetts, Maine, New Hampshire, New Jersey, New York, Pennsylvania, Rhode Island, Vermont, và Puerto Rico, Châu Liên Đại Tây Dương (Transatlantic Council), và Quần đảo Virgin thuộc Mỹ, và một phần các bang Maryland, Virginia và Tây Virginia.
- Vùng Nam Lưu trữ ngày 16 tháng 7 năm 2007 tại Wayback Machine bao gồm toàn bộ các bang Alabama, Arkansas, Florida, Georgia, Illinois, Louisiana, Mississippi, Bắc Carolina, Oklahoma, Nam Carolina, và Tennessee, và một phần các bang Indiana, Kentucky, Maryland, Texas, Virginia và Tây Virginia.
- Vùng Tây bao gồm toàn bộ các bang Alaska, Arizona, California, Colorado, Hawaii, Idaho, New Mexico, Nevada, Oregon, Utah, Washington, Wyoming, Châu Viễn Đông và Lòng chảo Thái Bình Dương, và một phần các bang Montana, Nebraska, Nam Dakota và Texas.

Ghi chú: có vài tiểu bang nằm ở đường phân ranh nên bị chia ra giữa hai vùng.
Mỗi vùng có một chủ tịch thiện nguyện và được các thành viên ban và viên chức thiện nguyện hỗ trợ. Công việc Hướng đạo hằng ngày được giám đốc vùng, các phụ tá và trợ lý giám đốc vùng, và giám đốc khu vực điều hành. Tất cả các vùng và khu vực là phân hội cấp dưới của Hội đồng Quốc gia.

### Cấp Châu
Hội Hướng đạo Mỹ hiện tại có 308 Châu đã được tổ chức hoàn thiện để quản lý các chương trình của Hội Hướng đạo Mỹ trong các khu vực địa lý được ấn định (có phạm vi từ một thành phố đơn độc đến một vùng rộng lớn bao gồm toàn bộ một tiểu bang hay hơn nữa).
Các thành viên có quyền bỏ phiếu thực sự của mỗi Châu gồm có các đại diện thiện nguyện từ mỗi đơn vị của Hội Hướng đạo Mỹ (ít nhất một đại diện), cộng các thành viên chung chung được bầu hàng năm. Các hoạt động hàng tháng của mỗi Châu được ban Hành chính thiện nguyện điều hành và được chủ tịch của Châu (chủ tịch ban Hành chính thiện nguyện) lãnh đạo. Vài thiện nguyện viên khác được biết như là các ủy viên (Commissioners) được Châu chỉ định để làm việc trực tiếp với các đơn vị dưới quyền giám sát của Ủy viên Châu (Council Commissioner) cũng là một thiện nguyện viên.
Các hoạt động hàng ngày của Châu do Hành chính trưởng quan điều hành (chief executive officer) được gọi là Hành chính viên Hướng đạo (Scout executive) hay đôi khi được gọi là Hành chính viên Châu (council executive). Đây là một huynh trưởng chuyên nghiệp có trả lương mà Hội Hướng đạo Mỹ mướn để giám sát các ban nhân sự hỗ trợ và các nhân viên chuyên nghiệp khác.

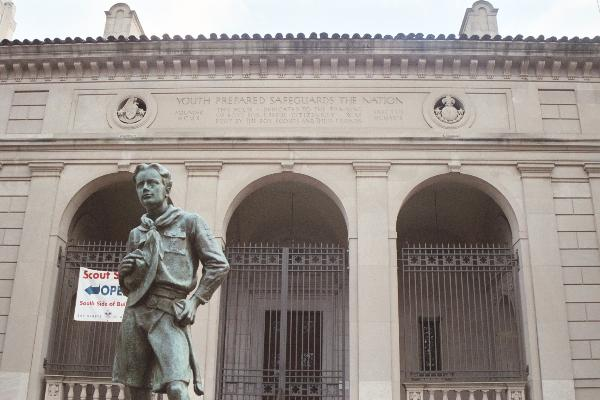
Trung tâm Nguồn lực Hướng đạo Bruce S. Marks

Hội Hướng đạo Mỹ cũng có mở hai Châu dành cho các Hướng đạo sinh sống tại hải ngoại, phần lớn là tại các căn cứ quân sự tại châu Á và châu Âu. Châu Liên Đại Tây Dương có tổng hành dinh tại Đức phục vụ các Hướng đạo sinh Mỹ tại phần nhiều của châu Âu, và Châu Viễn Đông có tổng hành dinh tại Nhật Bản phục vụ các quốc gia trong phía tây Thái Bình Dương. Nhánh Phục vụ Trực tiếp (Direct Service branch) tạo cho chương trình Hướng đạo sẵn sàng dành cho các công dân Hoa Kỳ và người lệ thuộc của họ sống tại các quốc gia bên ngoài quyền quản lý của hội hoặc các khu vực hẻo lánh. Châu Aloha tại Hawaii cũng phục vụ các đơn vị của Hội Hướng đạo Mỹ tại các lãnh thổ của Mỹ: Samoa thuộc Mỹ, Guam, Quần đảo Bắc Mariana và tại các quốc gia có chủ quyền: Liên bang Micronesia, Quần đảo Marshall và Palau.

### Borough
Vì có mật độ đơn vị quá lớn, các Châu của Đại Đô thị New York được chia thành 5 borough. Mỗi borough được chia thành các Đạo.

### Cấp Đạo (district)

Ủy viên

Châu được chia thành các Đạo với sự lãnh đạo của Hành chính trưởng của Đạo, chủ tịch của Đạo, và ủy viên của Đạo. Các Đạo có trách nhiệm trực tiếp đến các hoạt động của các đơn vị Hướng đạo và đa số có ban nhân sự là tự nguyện trừ Hành chính trưởng của Đạo.

### Đơn vị
Đơn vị là nhóm chương trình chính của Hội Hướng đạo Mỹ. Ấu sinh Hướng đạo được tổ chức thành các bầy (packs), Thiếu sinh là thiếu đoàn (troops), Kha sinh (Thanh sinh) là kha đoàn (teams), Kha sinh là Kha đoàn (crews), và Hải Hướng đạo sinh là hải đoàn (ships). Mỗi đơn vị được một tổ chức cộng đồng như một doanh nghiệp, tổ chức phục vụ, trường học, nhóm công đoàn, hay các hội đoàn tôn giáo bảo trợ.
Đơn vị được một huynh trưởng đã được đăng ký và đào tạo hướng dẫn và có từ một hai nhiều người phụ tá.

## Các hoạt động
Hội đồng Quốc gia được chia thành nhiều nhánh Hành chính gọi là "nhóm." Mỗi nhóm bao gồm các phân nhóm hỗ trợ các chương trình Hướng đạo theo các cách khác nhau.

### Cơ sở xuất bản
Nhóm Ấn phẩm/Quan hệ của Hội đồng Quốc gia phát hành hai tạp chí qua Phân hội Truyền thông và Tiếp thị: Tạp chí Hướng đạo nhắm mục tiêu tới là các huynh trưởng trong khi Đời nam nhi thì dành cho thanh thiếu niên. Đời nam nhi được pháp hành trong ba ấn bản. Ấn bản thấp là cho Ấu sinh đến 9 tuổi, ấn bản trung là cho Ấu sinh trên 9 tuổi và ấn bản cao cấp là cho Thiếu sinh và tất cả những người đặt mua khác. Nếu đăng ký đặt mua theo chương trình của Hội Hướng đạo Mỹ, nhà phát hành sẽ chọn lựa ấn bản phù hợp với tuổi của trẻ.

### Với tới xa Hướng đạo (Scoutreach)
"Scoutreach" là một kiểu ráp từ "scout" và "outreach", Phân hội "Với tới xa Hướng đạo" nhấn mạnh phục vụ đến các khu vực thành thị và nông thôn và đến dân số thiểu số. Tiêu điểm người Mỹ gốc Phi (African American Focus) làm việc với dân số người Mỹ gốc Phi kết hợp với Nhà thờ Giám lý Episcopal Phi châu, Alpha Phi Alpha, Kappa Alpha Psi, NAACP, Nhà thờ Baptist Mỹ gốc Phi, và các nhóm khác. Tiêu điểm người nói tiếng Tây Ban Nha (Hispanic/Latino Focus) là chương trình Hướng đạo Vale La Pena cho thanh thiếu niên nói tiếng Tây Ban Nha. Bao gồm các nguồn ngôn ngữ Tây Ban Nha như sách chỉ nam, tư liệu huấn luyện và video. Chương trình bóng đá và Hướng đạo là sự phối hợp với Hội Huấn luyện viên Bóng đá Quốc gia Mỹ (National Soccer Coaches Association of America) để đem đến một chương trình tự chọn cho thanh thiếu niên nói tiếng Tây Ban Nha lứa tuổi Ấu sinh. Tiêu điểm người Mỹ gốc Á (Asian American Focus) với đến các cộng đồng Mỹ gốc Đông Dương, Mỹ gốc Việt, Mỹ gốc Hoa và Mỹ gốc Hàn. Tiêu điểm Hướng đạo Nông thôn (Rural Scouting focus) nhắm đến các cộng đồng nhỏ và bao gồm Hội Hướng đạo dân bản xứ Mỹ.

### Các phân hội khác
Phân hội Thám du trên cao quản lý Trang trại Hướng đạo Philmont, Northern Tier National High Adventure Bases và Florida National High Adventure Sea Base. 
Phân hội Trại Hợp bạn hỗ trợ các trại họp bạn quốc gia và trại họp bạn thế giới. Phân hội Quốc tế thì có nhiệm vụ quan hệ với các tổ chức nữ và nam Hướng đạo khác.

## Tài chính
Năm 2005, Hội Hướng đạo Mỹ đứng hạng 12 trong số các tổ chức phi lợi nhuận lớn nhất tại Hoa Kỳ với tổng thu nhập $665.9 triệu. Đến tháng 1 năm 2007, Viện nghiên cứu Mỹ Philanthropy liệt kê Hành chính Hướng đạo trưởng có tiền lương đứng hàng thứ năm cao nhất trong các Hành chính trưởng của các tổ chức bất vụ lợi tại Hoa Kỳ là 916.028 đô la. Năm 2005, lương bổng của Hành chính Hướng đạo trưởng là 0,26% tổng chi tiêu trong khi trung bình quốc gia giữa các hội thiện nguyện là 0,34%. Hành chính Hướng đạo Trưởng được vinh danh vào tháng 8 năm 2005 như là một trong 50 lãnh đạo tổ chức bất vụ lợi hiệu quả nhất.

## Bảo tàng Hướng đạo Quốc gia
Bảo tàng Hướng đạo Quốc gia được thành lập năm 1959 tại New Brunswick, New Jersey. Năm 1986, nó được dời về Đại học Tiểu bang Murry (Murray State University) ở Murray, Kentucky và rồi dời về nơi hiện tại ở Irving, Texas năm 2002. Sàn nhà bảo tàng rộng 53.000 ft² (5000 m²) và là một cơ sở vật chất hiện đại có vài bức tranh của Norman Rockwell, các khu trưng bày thám du, các kinh nghiệm học hỏi thực hành, trưng bày có hướng dẫn, và một bộ sưu tập các bộ đồng phục, đề tài, và tài liệu từ lúc khởi đầu phong trào Hướng đạo Mỹ. Trong số các hiện vật của bảo tàng là huân chương Hướng đạo Đại bàng của Arthur Rose Eldred, Hướng đạo sinh Đại bàng đầu tiên.

## Việc thiện

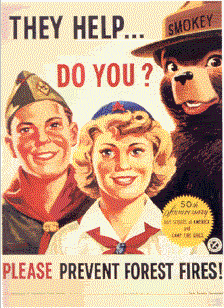
Smokey Bear cùng các thành viên của Hội Hướng đạo Mỹ và Các Nữ Lửa trại (Camp Fire Girls) chào mừng 50 năm thành lập nhóm từ năm 1910.

Năm 1913, Hướng đạo sinh bắt đầu một loạt các việc thiện đầu tiên bao gồm sự cổ vũ cho Ngày Độc lập Hoa Kỳ an toàn và lành mạnh. Trong lễ kỷ niệm 50 Trận Gettysburg, Hướng đạo sinh phục vụ các cựu chiến binh. Hướng đạo sinh giúp cứu trợ các trận lụt năm 1921 tại Pueblo, Colorado và San Antonio, Texas. Tổng thống Franklin D. Roosevelt đọc một bài diễn văn trên đài năm 1934 kêu gọi giúp cho những người nghèo khổ: Hướng đạo sinh đáp lại lời kêu gọi bằng cách thu gom gần 2 triệu món đồ gồm quần áo, vật dụng trong nhà, thực phẩm và đồ tiếp liệu.
Việc thiện bảo tồn quốc gia năm 1954 chứng kiến Hướng đạo sinh phân phát 3,6 triệu áp phích kêu gọi bảo tồn 6,2 triệu cây, xây và dựng 55.000 hộp để làm tổ cho chim, và tổ chức 41.000 buổi biểu diễn cổ vũ bảo tồn. Trong cao điểm Chiến tranh Lạnh năm 1958, Hội Hướng đạo Mỹ giao tận nhà 40 triệu Sách Hướng dẫn Khẩn cấp cho Dân sự và phân phát 50.000 áp phích.
Năm 1986 chứng kiến Việc thiện Người Quyên tặng Cần biết: 600.000 thành viên thanh thiếu niên phân phát 14 triệu sách nhỏ hướng dẫn gia đình, cho họ biết thông tin cần biết về việc quyên tặng cơ phận con người. Năm 1997, Tổng thống Hoa Kỳ kêu gọi gia tăng phục vụ thiện nguyện tại Hoa Kỳ. Hội Hướng đạo Mỹ phát triển chương trình Phục vụ nước Mỹ với một lời cam kết cung ứng 200 triệu giờ làm việc của các thành viên trẻ cho đến cuối năm 2000. Như một phần của chương trình Phục vụ nước Mỹ, Hội Hướng đạo Mỹ cung cấp các chương trình phục vụ liên kết với Sở Công viên Quốc gia. Tháng 10 năm 2003, Bộ Nội vụ mở rộng chương trình với việc thành lập chương trình Hãy Tự hào về nước Mỹ, mở rộng đến tất cả người Mỹ.
Hội Hướng đạo Mỹ phát triển Việc thiện cho nước Mỹ như một chương trình nói đến các vấn đề đói rách, vô gia cư và thiếu nhà cửa và y tế kém trong liên kết với Hội Cứu tế (Salvation Army), Hội Hồng Thập tự Mỹ.

## Thăng tiến và công nhận

Băng quàng vai có gắn các chuyên hiệu

Thăng tiến là một trong các phương pháp được dùng để đạt mục đích phát triển đức tính, đào tạo công dân, và thể chất cá nhân.
Ấu sinh thăng tiến qua các bậc với tên gọi Linh miêu (bobcat), Hổ con, Sói con, Gấu con và Webelos (viết tắt của các chữ We Be Loyal Scouts có nghĩa là: Chúng tôi là các Hướng đạo sinh trung thành). Mũi tên ánh sáng là giải thưởng cao nhất của Ấu sinh Hướng đạo và nó giúp Ấu sinh bậc Webelos chuẩn bị để chuyển lên ngành Thiếu. Chương trình Thể thao và các Chương trình Chuyên môn của Ấu được lập ra nhằm đến mục đích thứ ba của Hướng đạo: phát triển tính chất tình cảm, tâm trí và thân thể một cách đồng điệu. Đây là chương trình chọn lựa tham gia cho tất cả các Ấu sinh và được tạo ra để giúp học tập và trau dồi tài năng.
Chương trình thăng tiến dành cho Thiếu có hai giai đoạn. Giai đoạn đầu của Thiếu sinh là đến Hạng nhất được tạo ra để dạy các kỹ năng về Kỹ thuật Hướng đạo, cách tham gia vào trong một nhóm và học tự tín nhiệm. Hướng đạo sinh được ban thưởng khi cậu chứng tỏ là có tầm hiểu biết sơ lược về các ý tưởng Hướng đạo. Tân sinh (Tenderfoot), Hạng nhì, và Hạng nhất cần biết các đòi hỏi thăng tiến nặng hơn trong lãnh vực Kỹ thuật Hướng đạo, cường thân tráng thể, tính công dân, phát triển cá nhân và tinh thần Hướng đạo. Giai đoạn còn lại của chương trình thăng tiến là dành cho cấp bậc Sao (Star), Đời (Life) và Hướng đạo Đại bàng (Eagle Scout) được dựa vào quá trình sinh hoạt và khám phá linh tinh qua các chuyên hiệu, trách nhiệm lãnh đạo trong đoàn, và thi hành các chương trình phục vụ vì lợi ích công cộng. Sau khi trở thành một Hướng đạo sinh Đại bàng, một Hướng đạo sinh có thể được trao tặng các "lá cọ Đại bàng" (Eagle Palm), trước tiên là Đồng, kế là Vàng, rồi đến Bạc. Một lá cọ có được là nhờ hoàn thành thêm 5 chuyên hiệu phụ và chứng tỏ rằng cậu ta duy trì các ý tưởng của Hướng đạo sinh Đại bàng.
Mặc dù Hướng đạo sinh Đại bàng là cấp bậc cao nhứt và các Hướng đạo sinh nên đạt được, con số Hướng đạo sinh đạt được đạt được Hạng nhất trong một năm gia nhập thì vẫn là một trong các thước đo chính sự hữu hiệu của đơn vị. Các nghiên cứu đã chứng tỏ rằng nếu một Hướng đạo sinh đạt được Hạng nhất trong một năm gia nhập thì thường thường cậu ta sẽ ở sinh hoạt trong chương trình Hướng đạo ít nhất là ba năm. Các Hướng đạo sinh nào làm được như thế sẽ có khả năng giành được các giá trị Hướng đạo khi thành người lớn và đạt được sứ mệnh tiên khởi của Hội Hướng đạo Mỹ là "sản sinh ra các công dân hữu dụng".
Kha sinh Hướng đạo có thể được các giải thưởng hoặc sự công nhận mà dành cho Thiếu sinh bao gồm các chuyên hiệu, thăng bậc, và các giải thưởng khác. Mẫu tự V (Varsity Letter) có thể lấy được bởi tham gia vào hoặc hoàn thành ít nhất một cuộc thám hiểm lớn hay chương trình thể thao theo bảng hướng dẫn được Trưởng ngành Thanh ấn định, các điều kiện đòi hỏi tham dự họp và chứng tỏ Tinh thần Hướng đạo. Giải thưởng Denali là giải cao nhất của một Kha sinh.
Kha sinh có thể lấy được một Giải Đồng từ các hạng mục nghệ thuật và sở thích, ngoài trời, đời sống tôn giáo, Hải Hướng đạo hoặc thể thao. Sau khi có được ít nhất một Giải Đồng và hội đủ thời hạn, lãnh đạo, phát triển cá nhân và những điều kiện đòi hỏi khác, Kha sinh có thể giành được Giải Vàng. Để có được Giải Bạc, Kha sinh phải lấy được Giải Vàng, có chứng chỉ sơ cứu và hô hấp nhân tạo, chứng tỏ khả năng lãnh đạo và tham gia vào huấn luyện đạo đức. Kha sinh có thể lấy được các giải chuyên gia mà được xây trên các lĩnh vực của Giải Đồng. Chúng bao gồm Giải Thám hiểm ngoài trời, Giải Tin tưởng (đời sống tôn giáo) và Giải Truy tìm (thể thao). Giải Lãnh đạo Thám hiểm và Giải Thành tựu Nổi bật Thể thao Bắn súng có thể kiếm được.
Hải Hướng đạo có một phạm vi cấp bậc từ thấp đến cao là Apprentice, Ordinary, Able, và Quartermaster. Hải Hướng đạo cũng có thể lấy bất cứ giải nào của ngành Kha. Các chứng chỉ cao cấp bao gồm Thủy thủ Tiêu chuẩn (Qualified Seaman), Lái Thuyền nhỏ (Small Boat Handler), Bằng Tàu biển đường dài (Long Cruise Badge) và Đội trưởng Cao cấp Hải Hướng đạo (Sea Scout Advanced Leader hay viết tắt là SEAL).
Các huynh trưởng mà đã hoàn thành các điều kiện đòi hỏi về huấn luyện, thời gian, và thực thi sẽ được công nhận bởi một hệ thống các giải thưởng. Giải Huynh trưởng ngành Ấu có sẵn dành cho các huynh trưởng ngành Ấu trong khi Giải Trưởng ngành Ấu, Giải Trưởng Đàn Webelos, Giải Trưởng đàn Sói, Giải Trưởng đàn Hổ dành cho các trưởng giữ các vị trí thứ tự đã nói. Giải Huấn luyện của Trưởng dành cho bất cứ các huynh trưởng ngành Thiếu nào trong khi Giải Chìa khóa của Trưởng và Giải Công trạng của trưởng chỉ dành riêng cho Huynh trưởng cấp đoàn.

## Đồng phục và phù hiệu đơn vị

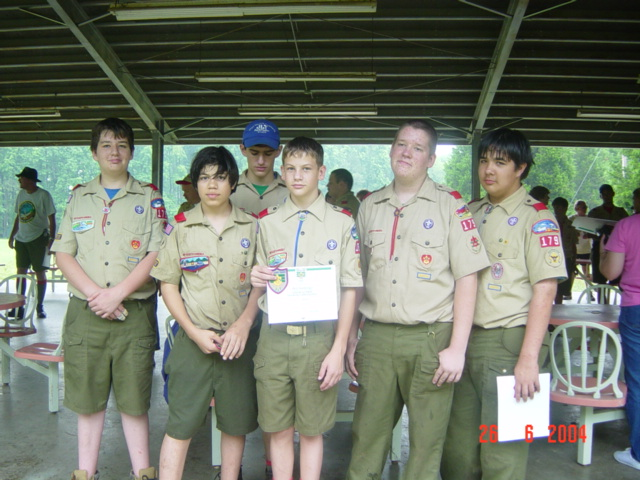
Hướng đạo sinh trong đồng phục

Đồng phục và huy hiệu của Nam Hướng đạo Mỹ cho một cái nhìn rõ rệt về Hướng đạo sinh và tạo ra một cấp độ nhận dạng trong cả cộng đồng và đơn vị. Đồng phục được sử dụng để cổ vũ cho sự công bằng trong lúc chứng tỏ được thành tựu cá nhân. Trong lúc tất cả các đồng phục đều tương tự trong kiểu căn bản, chúng có khác nhau về màu sắc và chi tiết để nhận dạng sự phân chia khác nhau giữa Ấu sinh, Thiếu sinh, Kha sinh hay Hải Hướng đạo sinh.
Hướng dạo sinh và huynh trưởng mang đồng phục sinh hoạt (field uniform) của Thiếu sinh. Thông thường đồng phục gồm có một áo khaki, quần tây xanh olive hoặc quần ngắn, dây nịt, và khăn quàng.
Đồng phục của huynh trưởng thì hợp cho các Trưởng chuyên nghiệp và tất cả các trưởng trong các dịp nghi thức.

## Ảnh hưởng vào đời sống Mỹ

Xe gỗ thông Derby

Hướng đạo và Nam Hướng đạo được biết rất rõ trong nền văn hóa Mỹ. Trong số mười hai người đổ bộ lên Mặt trăng, mười một là Hướng đạo sinh, mà người đầu tiên và người cuối cùng là Hướng đạo sinh Đại bàng, Neil Armstrong và Harrison Schmitt. Tổng thống Gerald Ford nói, "Tôi có thể nói không ngại ngùng, vì các nguyên lý Hướng đạo, tôi biết tôi đã là một vận động viên giỏi hơn, một sĩ quan hải quân giỏi hơn, một nghị sĩ giỏi hơn, và tôi là một tổng thống được chuẩn bị giỏi hơn."

## Vấn đề gây tranh cãi về thành viên

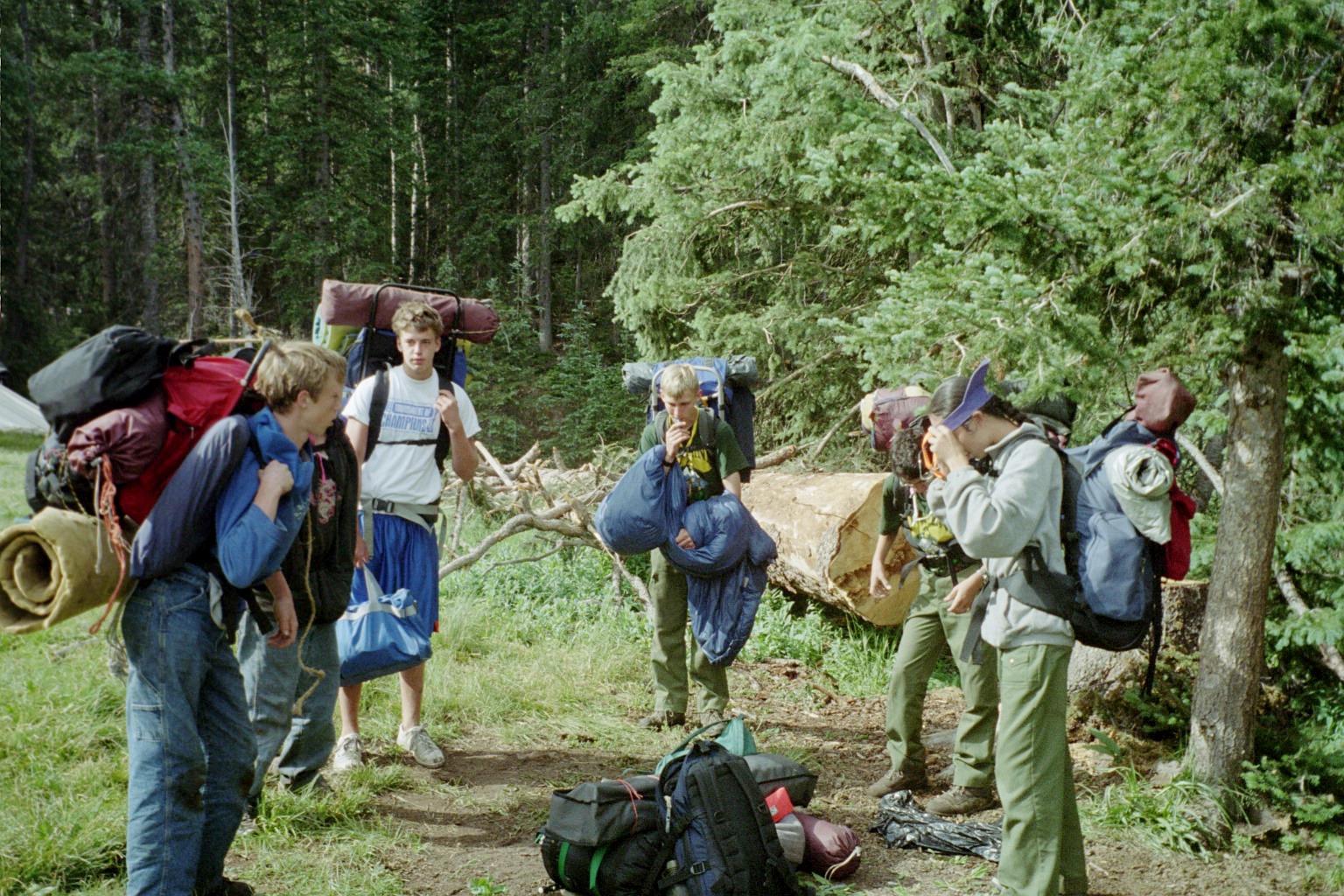
Kha sinh Hướng đạo chuẩn bị đi bộ với trang bị mang sau lưng

Hội Hướng đạo Mỹ, tổ chức thanh thiếu niên lớn nhất Hoa Kỳ, có chính sách cấm những người theo chủ nghĩa vô thần, chủ nghĩa bất khả tri, hoặc đồng tính luyến ái gia nhập vào chương trình Hướng đạo của hội. Hội Hướng đạo Mỹ lý luận rằng các chính sách này là cần thiết trong nhiệm vụ làm thấm nhuần trong giới trẻ các giá trị của Luật và Lời thề Hướng đạo. Hội Hướng đạo Mỹ cũng cấm nữ tham gia vào ngành Ấu và Thiếu. Các chính sách này là những vấn đề gây tranh cãi và bị một số người cho là kỳ thị.
Quyền hiến định để có các chính sách này của tổ chức thường hay bị đưa ra cả các tòa án liên bang và các tiểu bang. Toà án Tối cao Hoa Kỳ đã xác nhận rằng Hội Hướng đạo Mỹ là một tổ chức tư nhân nên có thể ấn định tiêu chuẩn hội viên của mình. Trong những năm vừa qua, những tranh cãi về chính sách đã đưa đến các tranh tụng có liên quan đến việc Hội Hướng đạo Mỹ sử dụng nguồn cơ sở của chính phủ bao gồm đất công.